# Anthony Réveillère
Anthony Réveillère (* 10. November 1979 in Doué-la-Fontaine, Département Maine-et-Loire) ist ein ehemaliger französischer Fußballspieler.

## Karriere

### Verein

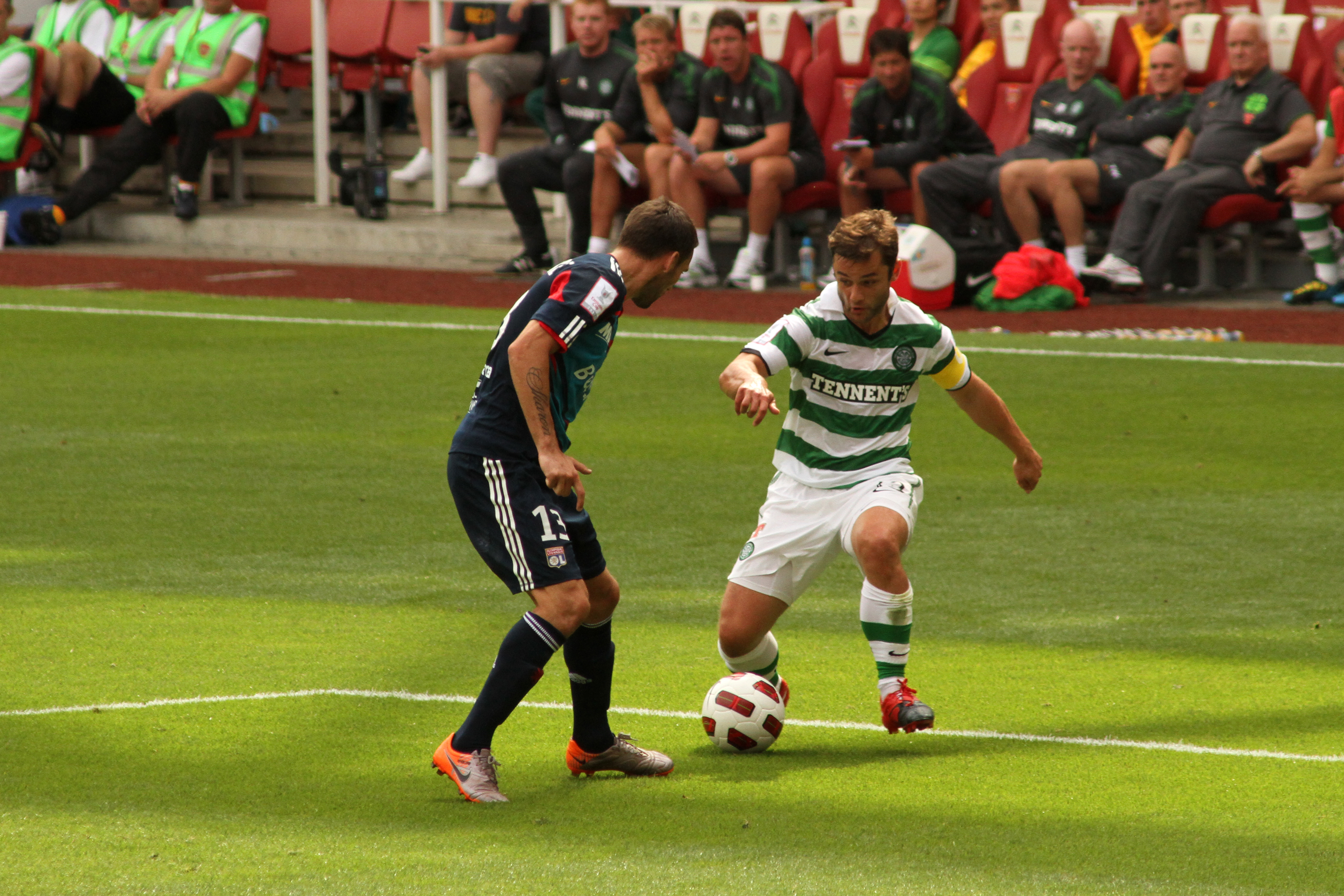
Réveillère (links) im Zweikampf mit Shaun Maloney

Réveillères Profikarriere begann 1997 bei Stade Rennes in Frankreich. In seinem ersten Jahr kam er dabei auf acht Einsätze. Doch bereits in der Folgespielzeit etablierte er sich als Stammspieler und bestritt 32 Partien. 1999 erreichte er mit der Mannschaft das Finale des UEFA Intertoto Cup, musste sich aber mit 2:4 gegen Juventus Turin geschlagen geben. Bei Rennes blieb er bis zur Winterpause der Saison 2002/03, ehe er für ein halbjähriges Gastspiel an den spanischen Traditionsklub FC Valencia ausgeliehen wurde. Mit Ablauf der Saison wechselte er im Sommer für die Transfersumme von 5,65 Millionen € zum damaligen französischen Meister Olympique Lyon. Der Vertrag des offensiven Außenverteidigers lief bis 2008. Seit seinem Transfer zu Lyon konnte Réveillère mit ihnen jedes Jahr die Meisterschaft gewinnen. Zwischen 2003 und 2007 wurde die Trophée des Champions, der französische Supercup, jedes Jahr gewonnen. 2008 verlor er das Finale mit Lyon gegen Girondins Bordeaux. International wurde 2007 nur der unbedeutende Peace Cup gewonnen. In der UEFA Champions League spielte sein Team bis zum Erreichen des Halbfinales in der Saison 2009/10 eine eher untergeordnete Rolle.
Réveillère verließ Olympique Lyon nach der Saison 2012/13. Am 8. November 2013 schloss er sich bis zum Ende der Saison 2013/14 dem SSC Neapel an.
Nach Auslaufen seines Vertrages war Réveillère – wie schon im Vorjahr – zunächst vereinslos. Am 23. Oktober 2014 nahm ihn der AFC Sunderland bis zum Ende der Saison 2014/15 unter Vertrag. Der auslaufende Vertrag von Réveillère wurde in Sunderland nicht verlängert.

### Nationalmannschaft
Am 11. Oktober 2003 gab Réveillère sein Debüt im Trikot der französischen Fußballnationalmannschaft. Damaliger Gegner war die Auswahl Israels. Insgesamt absolvierte er 20 Spiele für das Nationalteam.
Zuvor durchlief er bereits einige Junioren-Auswahlmannschaften der Equipe Tricolore, mit denen er unter anderem bei der U21-Europameisterschaft 2002 in der Schweiz teilnahm.

## Erfolge
- Französischer Meister: 2003/04, 2004/05, 2005/06, 2006/07, 2007/08
- Trophée des Champions: 2004, 2005, 2006, 2007
- Peace Cup: 2007
- Italienischer Pokalsieger: 2013/14